# Catedrala din San Cristóbal de La Laguna
Catedrala din San Cristóbal de La Laguna (în spaniolă: Catedral de San Cristóbal de La Laguna) sau Catedrala Sfânta Maria a Leacurilor (în spaniolă: Catedral de Nuestra Señora de los Remedios) este catedrala romano-catolică a Diecezei de Tenerife. Ea se află în orașul San Cristóbal de La Laguna de pe insula Tenerife (Insulele Canare, Spania).

## Istoric
În 1511 s-a construit pe actualul amplasament, prin ordin al conchistadorului Alonso Fernández de Lugo, un schit închinat Sfintei Fecioare Maria. Există indicii că în acel loc a existat o necropolă guanșă. De asemenea, este cunoscut faptul că întreaga vale Aguere (pe care se întinde orașul) și mai ales laguna sau lacul care se afla în acest loc era un loc de pelerinaj al aborigenilor de pe întreaga insulă.
Această biserică a fost înlocuită ulterior, în 1515, cu un edificiu mai mare în stil mudejar, al cărui turn a fost înălțat în 1618.
La 7 aprilie 1534 a fost botezat în această biserică José de Anchieta, misionar născut în La Laguna, fondatorul orașului Sao Paulo și unul dintre fondatorii orașului Rio de Janeiro, ambele din Brazilia.
În 1752 s-a construit o nouă navă și s-a lărgit Capela Majoră cu sacristii ample.

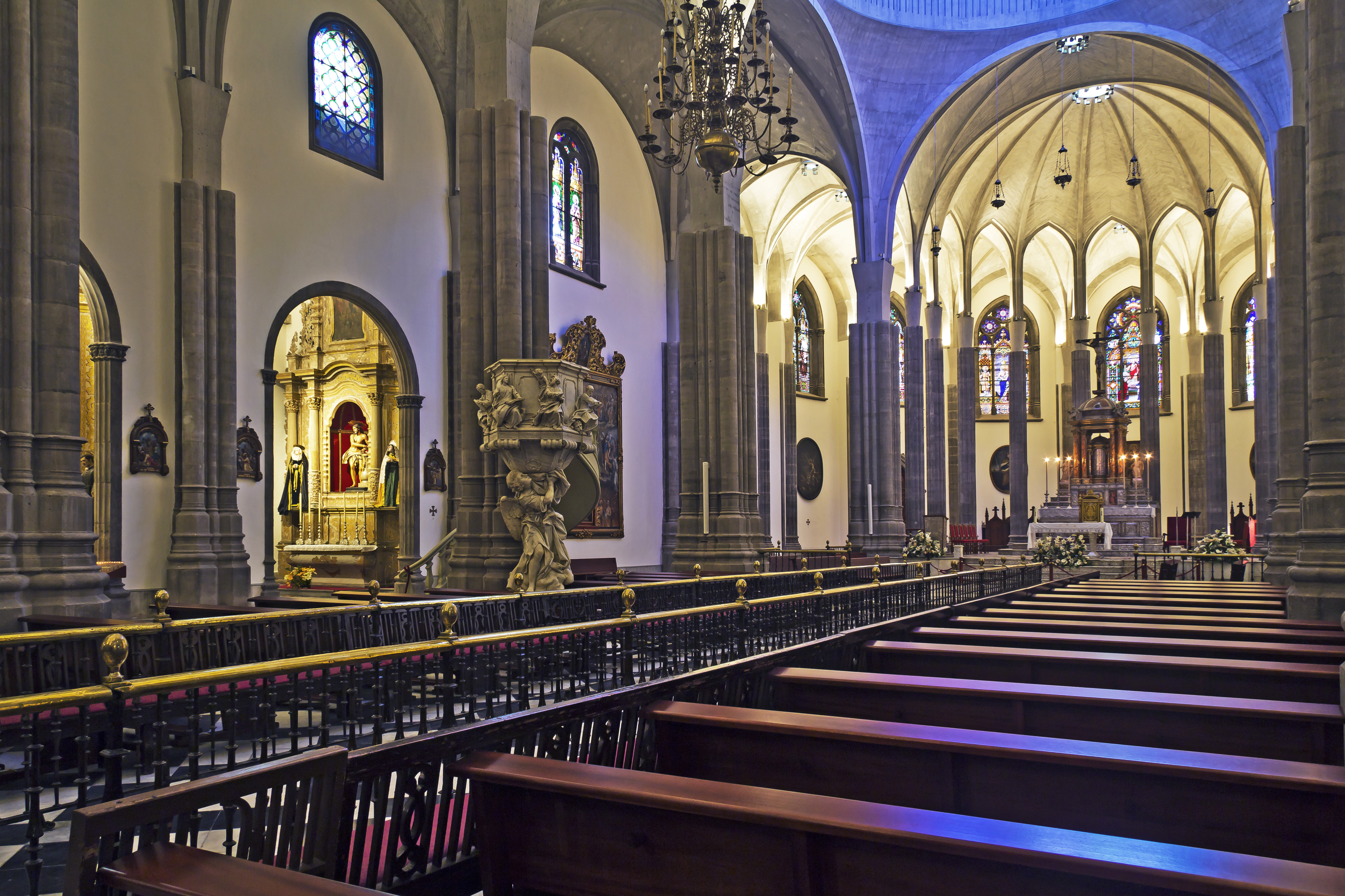
Interiorul catedralei.

Biserica a fost ridicată la rangul de catedrală  la 21 decembrie 1819, prin bula papei Pius al VII-lea, când s-a înființat în orașul San Cristóbal de La Laguna o episcopie desprinsă din Dieceza Canarelor, unica episcopie de pe insulă de până atunci. Din acest motiv, biserica a devenit atât catedrala insulei Tenerife, cât și a întregii provincii.
Fațada în stil neoclasic datează din anul 1820 și a fost realizată în conformitate cu planurile Catedralei din Pamplona; structura actuală a bisericii a fost edificată între anii 1904 și 1915 și este în stil neogotic. Biserica a fost sfințită la 6 septembrie 1913. Catedrala a fost construită pe o structură din beton, fiind una dintre primele clădiri din Spania în care a fost folosit acest material. Cupola actuală și bolțile au fost reconstruite cu fibre de polipropilenă în cursul ultimei restaurări a bisericii, finalizate în 2014.
Pe 5 octombrie 1983, Catedrala din La Laguna a fost declarată monument istorico-artistic de importanță națională.
În ciuda faptului că este o biserică romano-catolică, Catedrala din La Laguna deține cea mai mare colecție de icoane bizantine din Spania și una dintre cele mai mari din lume. Ea conține 160 de piese originale, dintre care cea mai mare parte au aproximativ 300 de ani. Aceste opere de artă provin din țări ca Rusia, România, Iugoslavia, Italia și Grecia.